# Hans Jonsson
Hans Jonsson (* 2. August 1973 in Järved) ist ein ehemaliger schwedischer Eishockeyspieler, der in seiner aktiven Zeit von 1991 bis 2011 unter anderem für die Pittsburgh Penguins in der National Hockey League gespielt hat. 

## Karriere
Hans Jonsson begann seine Karriere als Eishockeyspieler im Nachwuchsbereich von MoDo Hockey Örnsköldsvik, für dessen erste Mannschaft er von 1991 bis 1999 in der Elitserien aktiv war. In der Saison 1991/92 spielte er zudem parallel 13 Mal für Husum in der zweitklassigen Division 1. Von 1999 bis 2003 stand der Verteidiger für die Pittsburgh Penguins in der National Hockey League auf dem Eis, von denen er bereits im NHL Entry Draft 1993 in der elften Runde als insgesamt 286. Spieler ausgewählt worden war. In insgesamt 269 Spielen erzielte er dabei zehn Tore und gab 39 Vorlagen. 
Am 26. September 2003 unterschrieb Jonsson einen Vertrag als Free Agent bei seinem Ex-Club MODO Hockey, für den er seither spielt und mit dem er in der Saison 2006/07 Schwedischer Meister wurde. Im Finale besiegte er mit seinem Team den Rivalen Linköpings HC mit 4:2 in der Best-of-Seven-Serie. Im Anschluss an die Saison 2010/11 beendete er seine Karriere.     

### International
Für Schweden nahm Jonsson im Juniorenbereich an der U18-Junioren-Europameisterschaft 1991 sowie der Junioren-Weltmeisterschaft 1993 teil. Im Seniorenbereich stand er im Aufgebot seines Landes bei den Weltmeisterschaften 1996, 1998 und 1999 teil.

## Erfolge und Auszeichnungen
- 1993 Silbermedaille bei der Junioren-Weltmeisterschaft
- 1998 Goldmedaille bei der Weltmeisterschaft
- 1999 Bronzemedaille bei der Weltmeisterschaft
- 1999 Schwedisches All-Star-Team
- 2007 Schwedischer Meister mit MODO Hockey Örnsköldsvik